# 5310 Papike
5310 Papike è un asteroide della fascia principale. Scoperto nel 1981, presenta un'orbita caratterizzata da un semiasse maggiore pari a 2,3904477 au e da un'eccentricità di 0,0855601, inclinata di 6,19025° rispetto all'eclittica.
L'asteroide è dedicato al mineralogista statunitense James Joseph Papike.